# NUN buffer
 NUN buffer er en buffer, der efterligner det miljø, der er i nukleoplasmaet, og bruges til at oprense kerneproteiner. De høje koncentrationer af salt, urinstof og detergent ødelægger interaktionerne mellem proteiner og DNA. Ved at inkubere kerner i NUN buffer og centrifugere opløsningen, vil man få kerneproteinerne i supernatanten.
| Molekylærbiologi | Spire Denne molekylærbiologiartikel er en spire som bør udbygges. Du er velkommen til at hjælpe Wikipedia ved at udvide den. |